# 水上街市

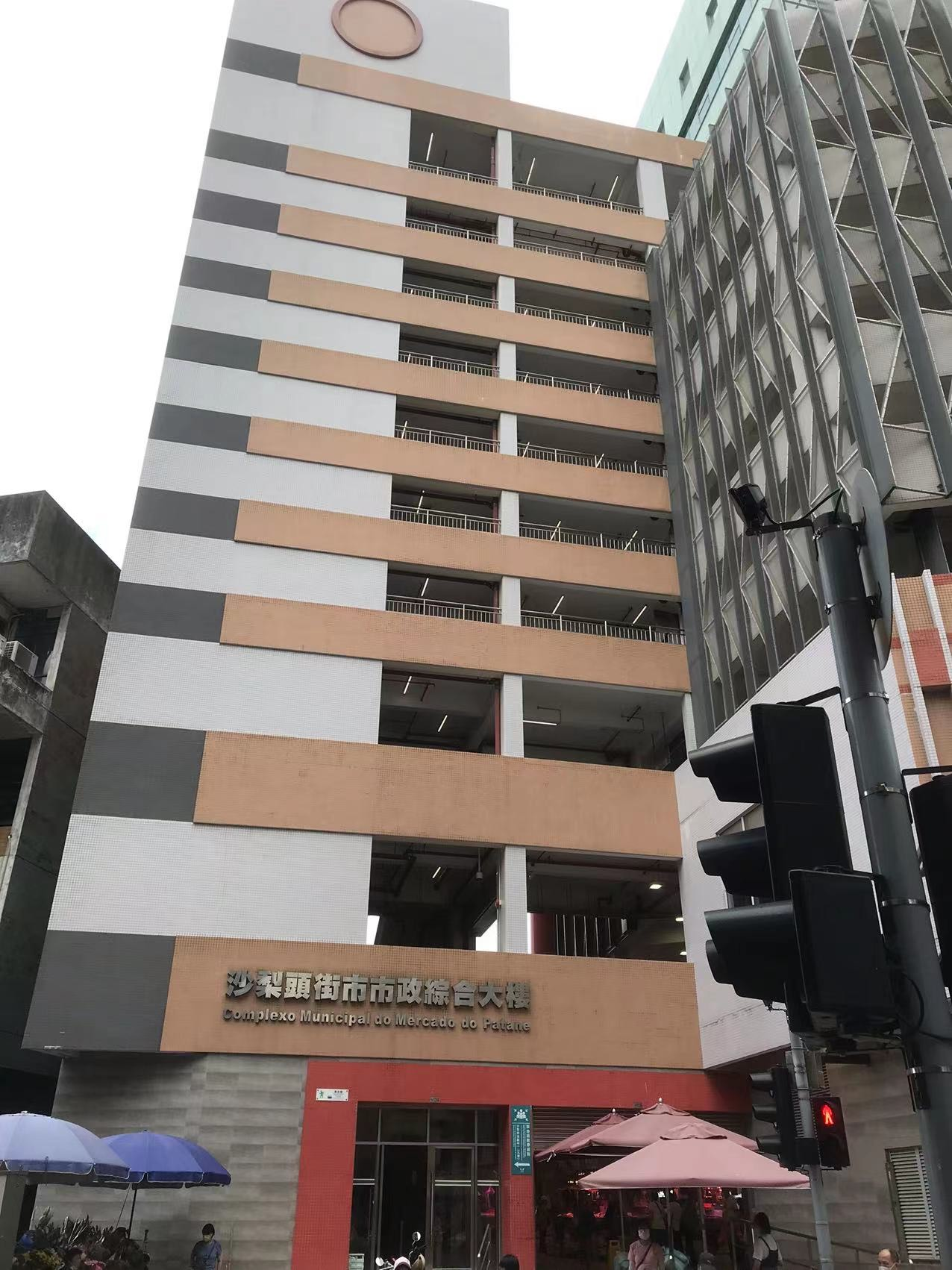
沙梨頭街市市政綜合大樓正門

沙梨頭街市（葡萄牙語：Mercado Municipal do Patane）位於澳門爹美刁施拿地大馬路，因地處沙梨頭區而得名；又因位於海邊，建在水面上，因此俗稱水上街市。舊建築1975年建成，1976年4月啟用。樓高兩層，面積1750平方米，容納300多個攤檔。2013年因社區發展而清拆，臨時遷往位於沙梨頭海邊大馬路的臨時沙梨頭街市，新建築更名為沙梨頭街市市政綜合大樓（Complexo Municipal do Mercado do Patane）於2017年底完成重建並於2018年3月6日重新啟用。

## 歷史

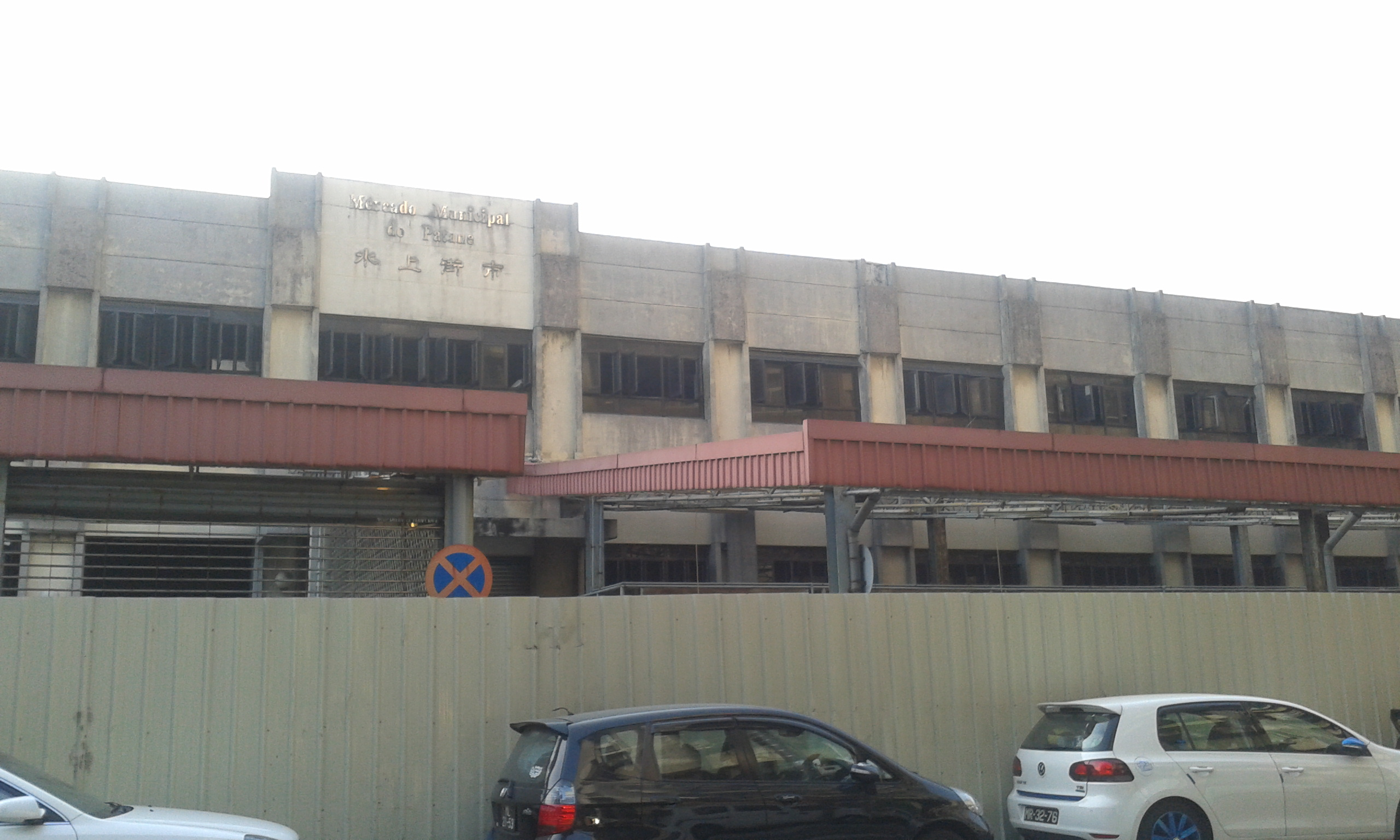
沙梨頭街市前身

它的前身為南京街市，其命名原自於街市樓上的南京戲院，於二十世紀初取代於1884年建成的十月初五街內的『泗孟街市』，至1950年代改為『工人康樂館』，其後更改為康樂館劇場。1976年，水上街市啟用取代南京街市。遷市的原因是人口增加，原街市不敷應用，許多攤檔開到鄰近街道上，影響衛生及交通。現今原址改建成工人康樂館（現工聯大廈）2006年7月，負責管理澳門街市的民政總署表示，因應當時街市整體設施比較殘舊，空間不足，隨着該區新樓宇不斷落成，人口增加，興建新的水上街市有其必要性及迫切性。民署正開展初步的設計方案，待交由工務部門審批後，才正式招標興建，希望可在2007年下半年動工。原來的「臨時」漁獲檢疫站亦會繼續以臨時名義遷至青洲。新街市除加強原有街市功能外，將設有動態體育設施，如天臺球場、乒乓球室等，還有圖書館及社區活動中心。同時，會在街市興建最少三層停車場，補充該區的休憩區及停車場設施的不足，預計整座新街市樓高八至九層。
2011年5月4日，民署計劃重建水上街市，興建樓高12層的綜合大樓，其中三層作為街市，五層為停車場，四層作為社區服務設施，另外還預留空間以接駁輕軌。2013年2月26日，水上街市及「臨時」漁獲檢疫站正式關閉，原有街市的檔販會遷到臨時沙梨頭街市繼續經營。臨時沙梨頭街市是為配合水上街市重建而興建，並於2013年2月27日啟用。2014年10月31日，民政總署計劃將原水上街市重建，大樓樓高13層，街市空間由地面層至二樓，地面層主要售賣魚類；一樓售賣肉類、蔬菜生果類及雜貨等，同時預留一個平台作為日後連接林茂巷、沙梨頭海邊街行人天橋的接駁點，另外亦可作為日後與輕軌站的對接點；二樓則分設三鳥檔及熟食區兩個獨立空間。三樓至七樓共五層為公眾停車場，其中電單車位約一百零三個、輕型汽車約一百三十六個。三樓及地面層設有供小型車輛上落貨的區域。八樓為隔火層；九樓至十二樓為社區活動中心，其中九樓為多功能禮堂、會議室、報章雜誌及圖書閱覽室等；十樓為兒童室內遊戲區、上網區、電視室及自修室等；十一樓及十二樓為社區活動輔助活動場地，如培訓課室等；天台部分為露天綠化休憩區。
2014年11月17日，「重建沙梨頭街市工程」進行公開開標，共收到十五份標書並全部接納。新街市將為一座多用途綜合大樓，連同地面層樓高共十三層，除加強原有街市功能外，還設有社區設施及停車場。
2015年6月，行政長官崔世安簽署批示，以二億多萬元把「重建沙梨頭街市工程」判給中國土木工程 (澳門) 有限公司。2015年8月26日，沙梨頭街市重建工程舉行動土儀式，將原來樓高兩層的街市，改為一幢連地面層樓高十三層的社區綜合大樓，除加強原有街市功能外，還增設有社區設施及停車場，以滿足市民對社區活動設施的需求。預計工程工期為624天。2017年1月中下旬，街市綜合大樓完成結構工程，內部安裝工程繼續進行。
2018年3月5日，為配合臨時沙梨頭街市的檔販搬遷至新街市，臨時沙梨頭街市於2018年3月5日停用。新沙梨頭街市於2018年3月6日啟用。 街市樓層分為兩層，地面層主要售賣魚類、一樓售賣豬肉、牛肉、凍肉、燒製肉、蔬菜、生果及雜貨類等、二樓則分設有冰鮮肉類九檔及熟食類三檔，並有64個座位供市民使用；同時亦正規劃於原三鳥檔的空間，增加熟食檔及座位。大樓設有兩台供街市使用的上落貨電梯以及多台通往各樓層的載客電梯。另外，街市地下門口除了設有無障礙通道外，街市各層都設有洗手間及傷殘人士洗手間，以方便有需要的市民使用。
2018年4月1日，位於新大樓內的停車場正式對外開放，分別提供116個輕型汽車車位及194個重型和輕型摩托車車位，採取日夜間不同時段收費。
2018年9月24日，位於街市綜合大樓9樓的沙梨頭活動中心正式啟用。首階段開放大樓9樓全層，中心內設有開放式閱覽區，提供即日報章及雜誌供市民閱覽，並設有電腦資訊區、自修區、棋類玩具及長者按摩設備供市民借用。此外，中心亦設有約360平方米的禮堂，供合資格的非牟利社團舉辦文康活動。
2023年10月18日，位於二樓的熟食中心進行的重整改善工程並對十個熟食攤擋啟動公開競投；作為新街市法生效後首個街市攤位公開競投，申請者可提交計劃書由評審委員會將根據營運策略、經驗資格、攤位每日經營時間、貨品種類、支付工具等作評審，署方亦會要求申請者在計劃書中提供優惠政策或措施，有關計劃書在市政署官網皆有範本可供市民參考。經重整後計劃提供超過200個座位，計劃採取走“中高檔路線”和內港海景襯托下營造更好的環境氣氛，與其他熟食中心如營地、下環和祐漢三個街市不同的是，冀透過熟食中心重整以打造成沙梨頭一帶的環球美食廣場，更加吸引市民和遊客光臨消費，讓街市可持續發展。重整工程預計2023年第四季完工，在通過驗收後於2024年首季正式對外開放。
2024年4月8日，位於二樓的美食廣場正式開業，而美食廣場自同年3月28日起試營運。市政署於當天上午11時舉行開幕儀式；美食廣場共設11個熟食攤位，供應中國地方菜系、東南亞菜系、日韓熟食、西式熟食、日式刺身、壽司、中式小炒、蒸煮、飲料及甜品等不同菜系和特色美食，開放時間為07:00至22:00，設200多個座位。

## 開放時間
- 街市部分開放時間：早上07:00至晚上19:00

## 沙梨頭街市市政綜合大樓資料
- 啟用：2018年3月6日
- 地址：爹美刁施拿地大馬路
- 高13層共有158個攤位
- 對外提供116個輕型汽車車位及194個電單車車位

| 10/F~12/F | 辦公室                                                     |
| 9/F       | 活動中心                                                   |
| 8/F       | 防火層                                                     |
| 3/F~7/F   | 公共停車場                                                 |
| 2/F       | 美食廣場                                                   |
| 1/F       | 售賣豬肉、牛肉、凍肉、冰鮮肉類、燒製肉、蔬菜、生果及雜貨類 |
| G/F       | 售賣魚類                                                   |

## 交通

### 巴士
M112 沙梨頭／華寶工業大廈（Ribeira do Patane / Edf. Industrial Wa Pou）
路線：1、3、3X、6A、16、16S、26、26A、33、N1B
M129 沙梨頭街市（Mercado de Patane）
路線：1、3、4、6A、26A、33、71S、101X、MT4、N1A

## 外部連結
民政總署關於街市的介紹